# دولانی (ناحیه میلنیک)
دولانی (به چکی: Dolany) یک منطقهٔ مسکونی در جمهوری چک است که در ناحیه میلنیک واقع شده‌است. دولانی ۵٫۵ کیلومتر مربع مساحت و ۸۱۶ نفر جمعیت دارد و ۱۹۲ متر بالاتر از سطح دریا واقع شده‌است.